# Trofeo Eusebio Vélez
El Trofeo Eusebio Vélez es una prueba ciclista de un día amateur española, que se disputa en la ciudad de Durana (Álava) y sus alrededores, en el mes de abril. 
Está organizado por el PC Durana. El nombre de la prueba viene como homenaje a Eusebio Vélez, antiguo ciclista profesional. 

## Palmarés
| Año  | Ganador                                      | Segundo                     | Tercero               |
| ---- | -------------------------------------------- | --------------------------- | --------------------- |
| 1998 | Jordi Cervantes                              | Juan Manuel Gárate          | Rubén López de Munain |
| 1999 | Aitor Pérez Arrieta                          | José Iván Gutiérrez         | Gorka Arrizabalaga    |
| 2000 | Gorka González                               | Luis Murcia                 | Unai Barazabal        |
| 2001 | Jorge Nogaledo                               | Iker Camaño                 | Santiago Pérez        |
| 2002 | ?                                            | ?                           | ?                     |
| 2003 | Mikel Elgezabal                              | Jokin Ormaetxea             | Aitor Pérez Arrieta   |
| 2004 | Josu Agirre                                  | Ángel Vázquez Iglesias      | Julen Zubero          |
| 2005 | Ángel Vázquez Iglesias                       | Asier Corchero              | Aitor Reguillaga      |
| 2006 | Ismael Esteban                               | Francisco Gutiérrez Álvarez | Ramuntxo Garmendia    |
| 2007 | Fabricio Ferrari                             | Xabat Mendiguren            | Ismael Esteban        |
| 2008 | Fabricio Ferrari                             | Luis Moyano                 | Mikel Filgueira       |
| 2009 | Víctor de la Parte                           | Aleix Fabregas              | Fabricio Ferrari      |
| 2010 | Paul Kneppers                                | Florentino Márquez          | Unai Elorriaga        |
| 2011 | Jorge Martín Montenegro                      | Eduard Prades               | Mike Terpstra         |
| 2012 | Víctor de la Parte                           | Krzysztof Tracz             | Alain González        |
| 2013 | Alain González                               | Julián Barrientos           | Carlos Antón Jiménez  |
| 2014 | Francesc Zurita                              | Francisco Javier Martín     | Miguel Ángel Benito   |
| 2015 | Jon Irisarri                                 | Jonathan Lastra             | Alain Santamaría      |
| 2016 | Sergio Samitier                              | Sergio Vega                 | Gotzon Martín         |
| 2017 | Txomin Juaristi                              | Xavier Cañellas             | Unai Cuadrado         |
| 2018 | Pol Hervás                                   | Unai Iribar                 | José Daniel Viejo     |
| 2019 | Oier Lazkano                                 | Iker Ballarin               | Unai Iribar           |
| 2020 | Cancelada debido a la situacion del COVID-19 |                             |                       |
| 2021 | Unai Iribar                                  | Julen Arriola-Bengoa        | Imanol Álvarez        |
| 2022 | Iker Barandiaran                             | Andoni López de Abetxuko    | Xabier Berasategi     |

## Palmarés por países
| País         | Victorias |
| ------------ | --------- |
| España       | 19        |
| Uruguay      | 2         |
| Argentina    | 1         |
| Países Bajos | 1         |